# 鬧彆扭
《鬧彆扭》（日语：ぁまのじゃく）是日本的女子偶像組合S/mileage的第1張獨立製作單曲，於2009年6月7日由hachama發售。

## 概要
- 《鬧彆扭》是S/mileage第1张獨立製作單曲。
- 此單曲有1個版本「CD ONLY」

## 收錄内容

### CD
1. 鬧彆扭
（作詞、作曲：淳君　編曲：藤澤慶昌）
2. 鬧彆扭（Instrumental）